# Ljublinsko-Dmitrowskaja-Linie
Die Ljublinsko-Dmitrowskaja-Linie (russisch Люблинско-Дмитровская линия), ursprünglich Ljublinskaja-Linie, ist die zehnte Linie der Metro Moskau. Sie wird  entsprechend der Farbe in den Streckenplänen auch als „salatfarbene“ (russisch salatowaja) oder „hellgrüne Linie“ bezeichnet.

## Stationen
- Fistech (Физтех)
- Lianosowo (Лианозово)
- Jachromskaja (Яхромская)
- Seligerskaja (Селигерская)

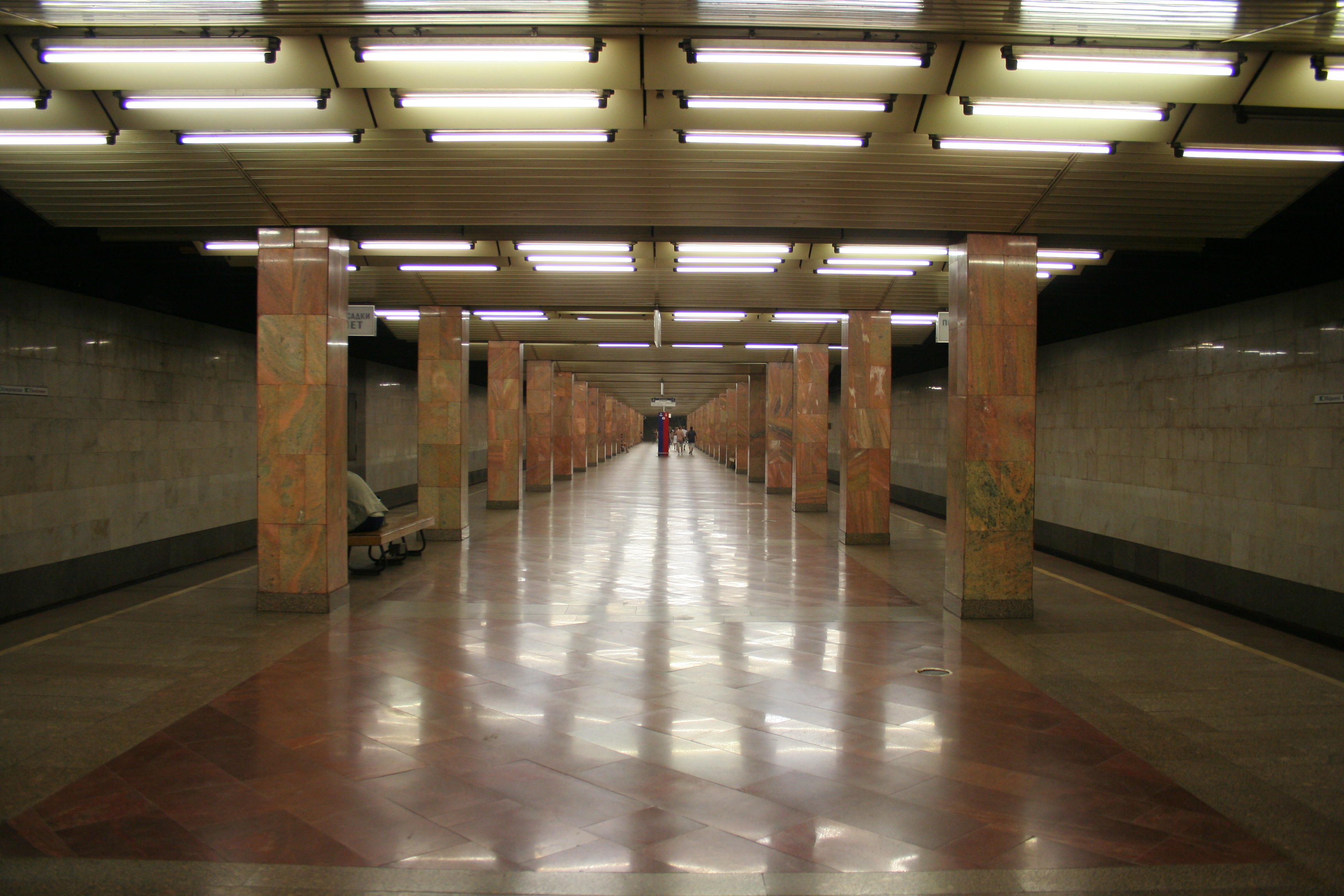
Station Petschatniki

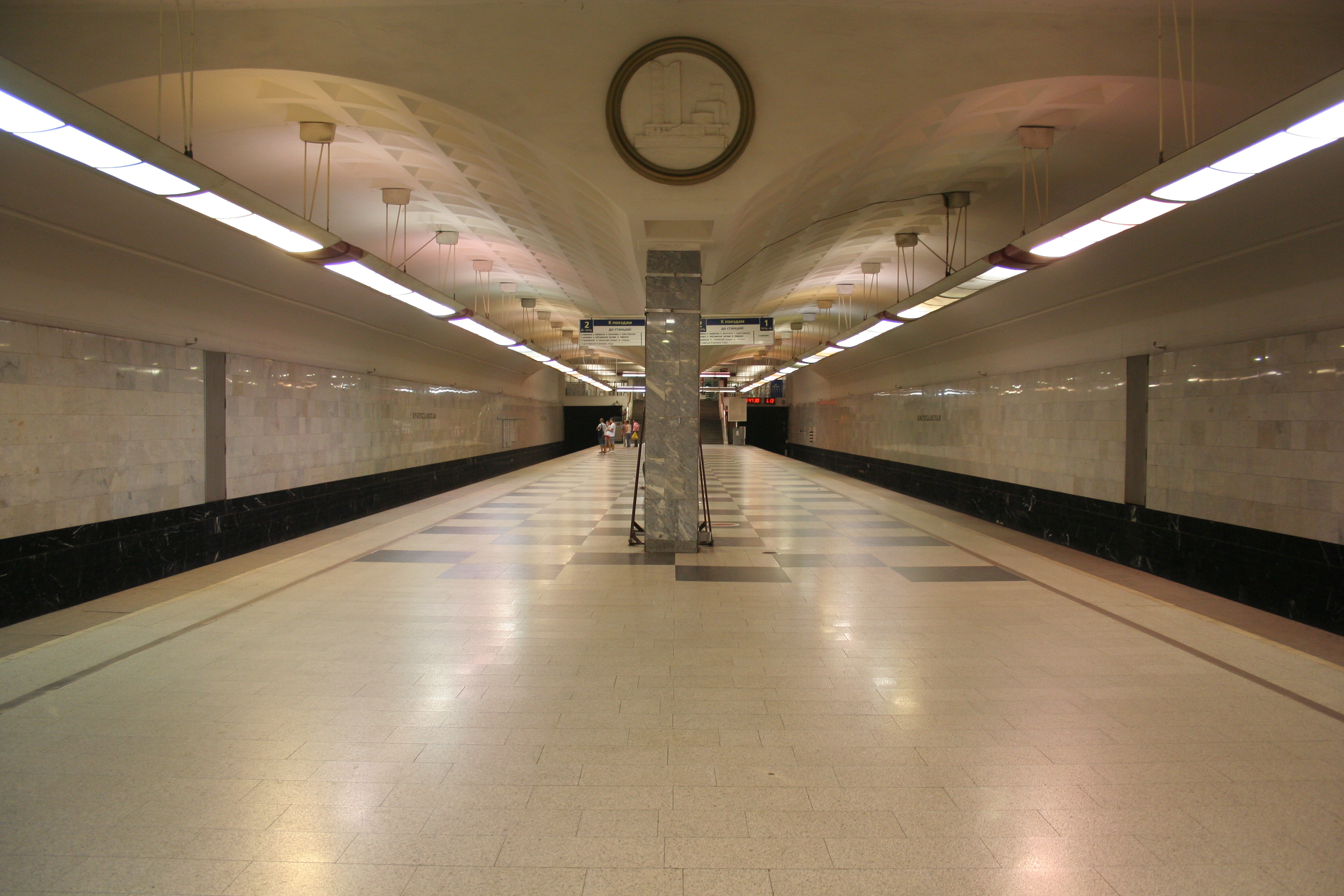
Station Bratislawskaja

- Werchnije Lichobory (Верхние Лихоборы)
- Okruschnaja (Окружная), Übergang zum gleichnamigen Haltepunkt des Moskauer Zentralrings (Linie 14)
- Petrowsko-Rasumowskaja (Петровско-Разумовская), Übergang zur gleichnamigen Station der Linie 9
- Fonwisinskaja (Фонвизинская)
- Butyrskaja (Бутырская)
- Marjina Roschtscha (Марьина Роща)
- Dostojewskaja (Достоевская)
- Trubnaja (Трубнаяⓘ/?), Übergang zur Station Zwetnoi Bulwar der Linie 9
- Sretenski Bulwar (Сретенский бульварⓘ/?), Übergang zu den Stationen Tschistyje Prudy der Linie 1 und Turgenewskaja der Linie 6
- Tschkalowskaja (Чкаловскаяⓘ/?), Übergang zu der Station Kurskaja der Linie 3 und Kurskaja der Ringlinie, sowie zu den Nah- und Fernverkehrszügen im Kursker Bahnhof
- Rimskaja (Римскаяⓘ/?), Übergang zur Station Ploschtschad Iljitscha der Linie 8
- Krestjanskaja Sastawa (Крестьянская заставаⓘ/?), Übergang zur Station Proletarskaja der Linie 7
- Dubrowka (Дубровкаⓘ/?), Übergang zum gleichnamigen Haltepunkt des Moskauer Zentralrings (Linie 14)
- Koschuchowskaja (Кожуховскаяⓘ/?)
- Petschatniki (Печатникиⓘ/?)
- Wolschskaja (Волжскаяⓘ/?)
- Ljublino (Люблиноⓘ/?)
- Bratislawskaja (Братиславскаяⓘ/?)
- Marjino (Марьиноⓘ/?)
- Borissowo (Борисово)
- Schipilowskaja (Шипиловская)
- Sjablikowo (Зябликово), Übergang zur Station Krasnogwardeiskaja der Linie 2

## Depot und Fahrzeuge
Das Depot der Linie ist das 1995 in Betrieb genommene Petschatniki nahe der gleichnamigen Station. Zum Einsatz für die Fahrgastbeförderung kommen auf der Ljublinskaja-Linie die „klassischen“ Züge der Baureihe 81-717/714 sowie seit 1998 zusätzlich Fahrzeuge der neueren Baureihe 81-720/721, einer Weiterentwicklung des 81-717/714er Typs. Der Einsatz dieser Fahrzeuge auf der Linie 10 galt eine Zeit lang als Testlauf für ihren möglichen Einsatz auf anderen Linien der Moskauer Metro, der jedoch inzwischen verworfen wurde. Alle Züge der Ljublinskaja-Linie bestehen seit 2009 aus je acht Waggons.

## Geschichte
Die Errichtung der Ljublinsko-Dmitrowskaja-Linie wurde in den 1980er Jahren geplant. Sie sollte mehrere Wohnquartiere im Südosten der damaligen sowjetischen Hauptstadt mit einem U-Bahn-Anschluss versorgen; diese Funktion erfüllten bis dahin die Linien 2 und 7, was zunehmend zur Überlastung der beiden Linien selbst und der als Zubringer dienenden Buslinien führte. Der Bau der neuen Linie begann Mitte der 1980er Jahre mit dem ursprünglichen Ziel, den ersten Bauabschnitt im Jahre 1990 fertigzustellen. Doch aufgrund zahlreicher Schwierigkeiten verzögerte sich der Bau immer wieder. Zunächst mussten die Planungen für die Streckenführung nachträglich überarbeitet werden, da die ursprünglich geplante Strecke stellenweise (angeblich) zu nah an einem denkmalgeschützten, ehemaligen Landgut verlaufen sollte, was zu Bürgerprotesten, langwierigen Verhandlungen und Ausarbeitung eines neuen Bauplans führte, der eine Umgehung einschließlich einer zusätzlichen, ursprünglich nicht geplanten Station vorsah. Hinzu kam der totale wirtschaftliche Niedergang der Sowjetunion in den späten 1980er Jahren bzw. des „unabhängigen“ Russlands in den frühen 1990er, wodurch es zu Finanzierungsschwierigkeiten und zeitweise sogar zum völligen Baustopp der Linie kam. Erst mit einer fünfjährigen Verspätung konnte der erste Abschnitt schließlich in Betrieb genommen werden – freilich auch nicht ganz vollständig: Die Station Dubrowka, die dort enthalten sein sollte, konnte aufgrund der sehr grundwasserreichen Böden in ihrem Bereich, die die Errichtung des Rolltreppenschachtes extrem erschwerten, nicht rechtzeitig gebaut werden. So ging am 28. Dezember 1995 der erste Abschnitt der neuen Ljublinskaja-Linie in Betrieb – das waren 12,1 Kilometer von Tschkalowskaja bis Wolschskaja mit der nur im Rohbau fertigen Station Dubrowka, die die nächsten vier Jahre lang ohne Halt durchfahren wurde. Die Inbetriebnahme des zweiten Bauabschnitts, der 5,4 km von Wolschskaja bis Marjino mit drei neuen Stationen umfasste, erfolgte ein Jahr nach der Linieneröffnung, am 25. Dezember 1996. Erst am 11. Dezember 1999 konnte die Station Dubrowka an der bestehenden Strecke eröffnet werden. Am 30. August 2007 wurde die Linie weiter ins Stadtzentrum hinein bis Trubnaja verlängert, womit die überfällige Errichtung des nördlichen Außenastes eingeleitet werden konnte. Eine weitere Verlängerung nach Norden erfolgte mit der Eröffnung der Bahnhöfe Dostojewskaja und Marjina Roschtscha am 19. Juni 2010. Am 2. Dezember 2011 wurde die nach Stand von 2011 letzte Südostverlängerung der Linie von Marjino über Borissowo und Schipilowskaja nach Sjablikowo eröffnet, wo Übergang zur Station Krasnogwardeiskaja der Samoskworezkaja-Linie besteht. Am 16. September 2016 ging eine nördliche Verlängerung der Linie um drei Stationen bis zur Station Petrowsko-Rasumowskaja in Betrieb, wo mit gemeinsamen Richtungsbahnsteigen erneut Übergangsmöglichkeit zur Linie 9 besteht, wie bereits von der Station Trubnaja. Am 22. März 2018 wurde eine weitere Verlängerung um drei Stationen nach Norden bis Seligerskaja eröffnet, am 7. September 2023 nochmals um drei Stationen bis Fistech.

## Ausbauplanungen
Bis auf Weiteres hat die Linie im Dezember 2011 ihren südlichen Endpunkt und 2023 ihren nördlichen Endpunkt erreicht.
Für den südöstlichen Linienteil ist eine neue Station im Gewerbegebiet am Moskauer Südhafen (Juschny Port) zwischen den bestehenden Stationen Koschuchowskaja und Petschatniki projektiert. Der Baubeginn war ursprünglich für 2022 und die Eröffnung für 2024 geplant, mit Stand 2024 ist jedoch 2027 als frühester Eröffnungstermin im Gespräch.
Es gibt unkonkrete Ideen einer Linienverlängerung nach Norden zum Flughafen Scheremetjewo, jedoch ab frühestens Mitte der 2030er-Jahre.